# Nilaparvata lugens
Nilaparvata lugens är en insektsart som först beskrevs av Stsl 1854.  Nilaparvata lugens ingår i släktet Nilaparvata och familjen sporrstritar. Inga underarter finns listade i Catalogue of Life.